# Synagoge (Sandomierz)

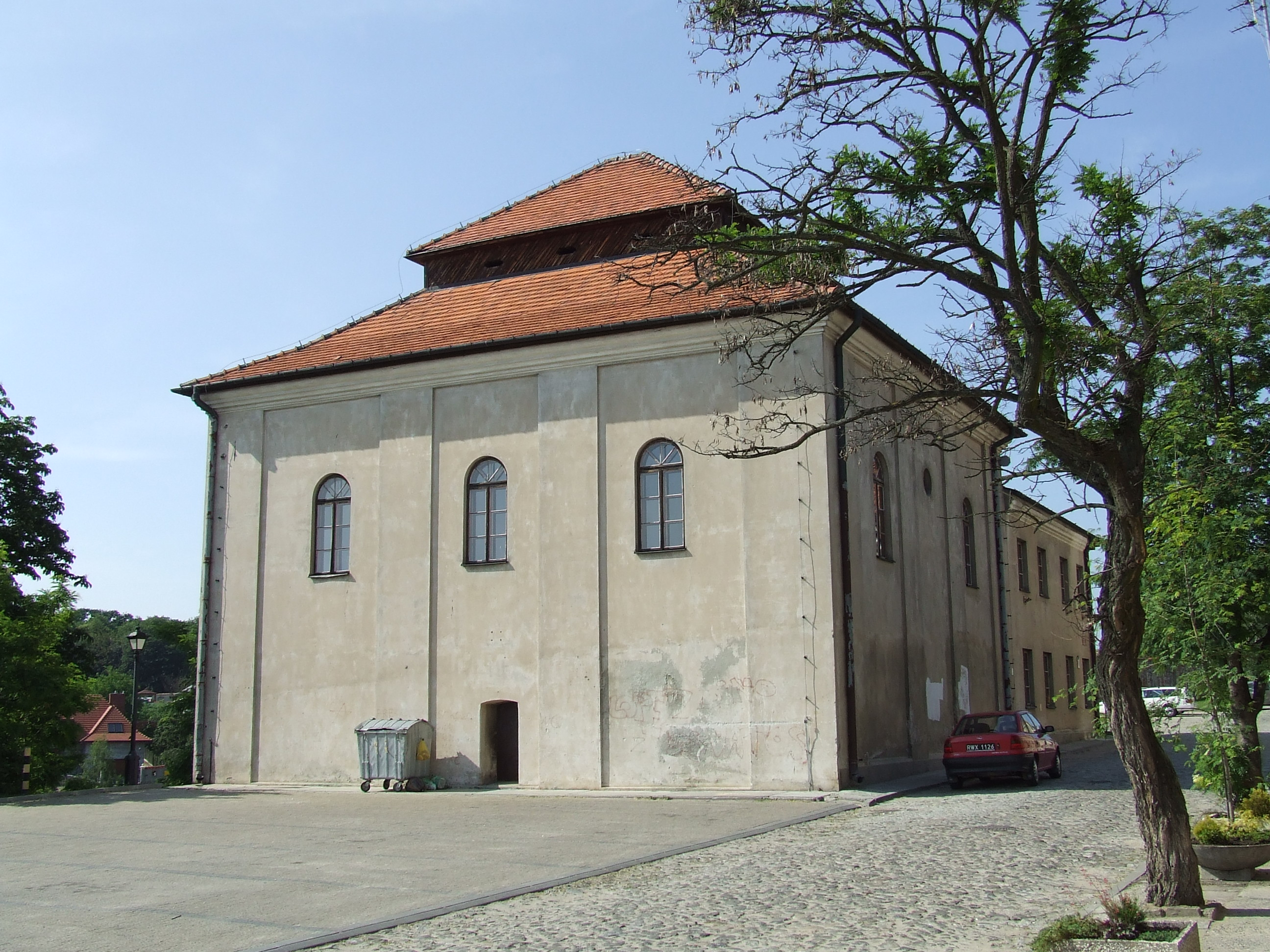
Synagogengebäude 2006

Die Synagoge in Sandomierz, einer polnischen Stadt in der Woiwodschaft Heiligkreuz, wurde 1768 gebaut. Sie beherbergt heute ein staatliches Archiv.

## Geschichte
Eine hölzerne Synagoge brannte  1758 ab. Eine neue Synagoge aus Stein wurde daraufhin an ihrer Stelle errichtet. Diese wurde in der folgenden Zeit mehrmals renoviert und umgebaut. Ursprünglich bestand das Gebäude nur aus der Halle des Männergebetsraums. Erst um die Jahrhundertwenden zum 19. und zum 20. Jahrhundert wurden weitere Teile angebaut, darunter der Gebetsraum der Frauen und das Vestibül.
Während des Zweiten Weltkriegs wurde die Synagoge von den Deutschen verwüstet. Die Ruine wurde in den 1970er Jahren wieder aufgebaut und dient seither als Archiv.

## Architektur und Ausstattung
Bedingt durch die Lage neben der ehemaligen Stadtbefestigung hat das ursprüngliche Gebäude die Grundform eines Trapezes. Es wird von einem zweistufigen, durch einen horizontalen Absatz unterbrochenen Pyramidendach bedeckt. Diese Dachform ist als Krakauer Dach bekannt. Die später hinzugefügten Anbauten entlang den West- und Nordseiten haben eigene Dächer.
Die Ostseite hat zwei hochgelegene Rundbogenfenster mit einem Okulus hoch oben zwischen ihnen. Die anderen Seiten haben je drei gleiche Fenster, wobei die im Westen und Norden teilweise durch die Anbauten verdeckt sind. Die Seiten sind durch breite Pilaster zwischen den Fenstern optisch unterteilt. Der Eingang zum Hauptraum befindet sich an westlichen Ecke der Nordseite.
Die Bima in der Raummitte hatte die Form einer achteckigen Laube und war von einer hölzernen Balustrade umrahmt mit spiralförmigen Eckpfosten. Diese hatten kleine, kunstvolle Spitzen und waren durch Halbbögen oben verbunden.
Der Toraschrein unterhalb des Okulus an der Ostwand war über sieben Stufen zu erreichen; er war von zwei Säulen eingegrenzt, die ein Gebälk mit hebräischer Inschrift stützten. Darüber war ein Aufsatz mit segnenden Händen, der von einer Ädikula mit den Gesetzestafeln abgeschlossen war.
Im Inneren des Gebäudes sind farbige Malereien aus dem 18. bis 19. Jahrhundert erhalten, die Anfang des 20. Jahrhunderts übermalt wurden. Die wahrscheinlich älteste Wandmalerei aus dem 18. Jahrhundert findet sich im mittleren Erker der Ostwand. Die Gemälde stellen unter anderem Szenen aus der Bibel dar, sowie die Klagemauer, den Jerusalemer Tempel, das Grab von Simeon bar Jochai, den See Genezareth und den Berg Sinai. Darüber hinaus sind Tierkreiszeichen und hebräische Kalligrafien erhalten geblieben.